# عنبسة بن سحيم الكلبي
عِنبسة بن سُحيم الكلبي ولاه بشر بن صفوان الكلبي والي أفريقية من قبل الخليفة يزيد بن عبد الملك على الأندلس، فدخلها في صفر 103 هـ،

خط سير عنبسة بن سحيم في حملتة العسكرية بالجنوب الفرنسي

في عام 105 هـ، غزا عنبسة سبتمانيا وأعاد فتح قرقشونة ونيمة وما بينهما، وهي المناطق التي كان المسلمون قد فقدوها في فترة قريبة من تلك الغزوة. ثم واصل زحفه في وادي الرون حتى بلغ مدينة أوتون وهي أقصى منطقة يصل إليها مسلمي الأندلس شرقًا، مما دفع أودو دوق أقطانيا للسعى إلى مفاوضة ومهادنة عنبسة خشية مهاجمة أراضيه. وفي طريق عودته، داهمته جموع من الفرنجة فالتحم معها في معركة أصيب أثناءها بجراح بالغة توفي على إثرها في شعبان 107 هـ. وبعد مقتله، قدّم أهل الأندلس عذرة بن عبد الله الفهري أميرًا عليهم.